# 李奧納特·蘇士侃
李奧納特·蘇士侃（英語：Leonard Susskind，1940年5月20日—），美国理论物理学家，美国斯坦福大学教授，美國國家科學院院士，美國藝術與科學院院士。

## 生平
唸中學時和父親一起做水管工人，後來決定改行去紐約市立學院唸物理，並在康乃爾大學取得物理博士。弦论的创始人之一，他和其所領導的研究小組並提出宇宙的發展需要一外在的力量（agent）來參與而非自身發展的看法。他也指出黑洞不會消滅資訊，霍金後來也同意他的看法。